# Майста

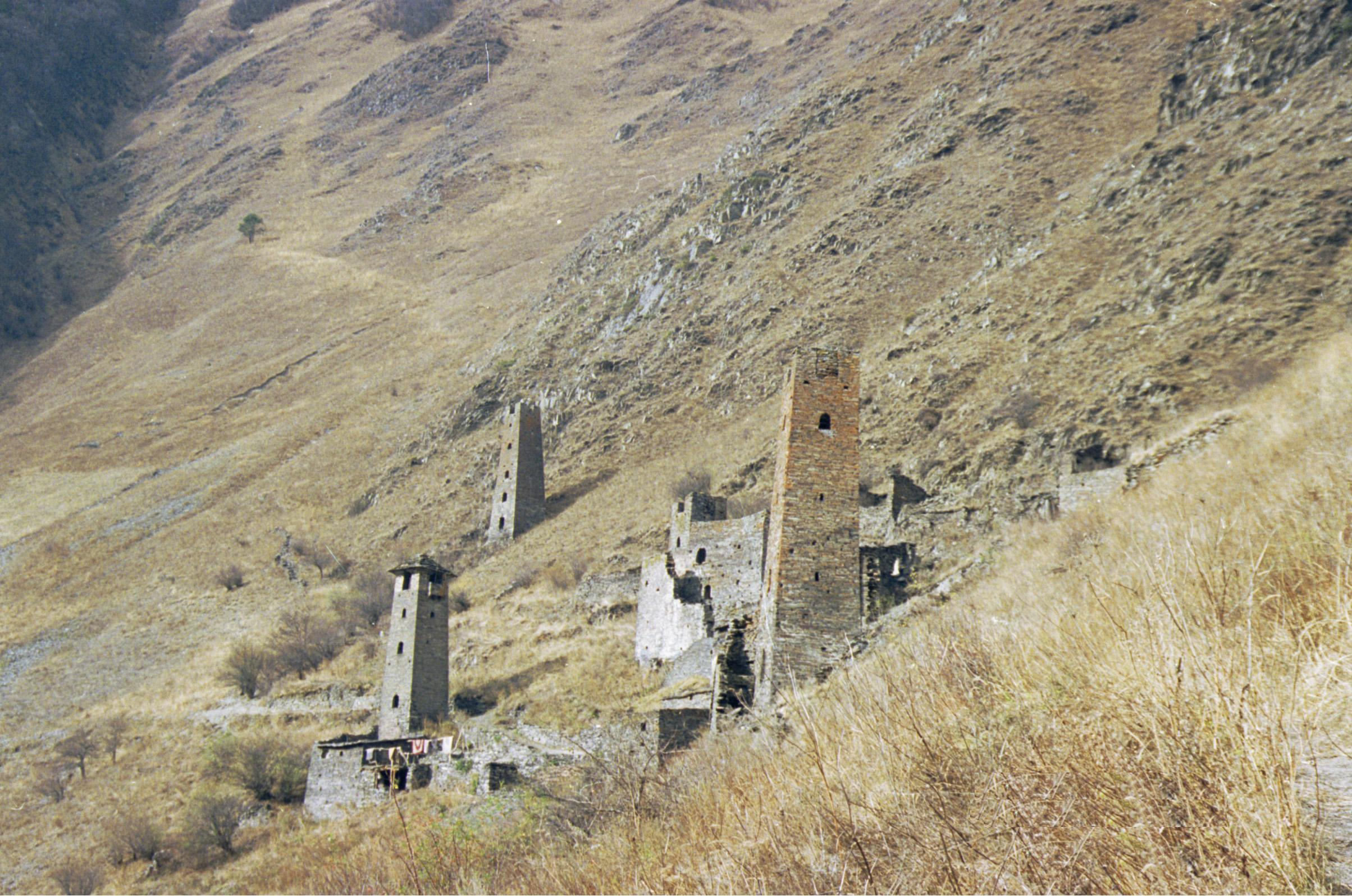
Майста селение Пуог

Майста (чечен. МIайста, МIайист) — историческая область на юго-западе Чечни, в современном Итум-Калинском районе.

## География
Граничит на юге с Хевсурети (Грузия), на западе с землями чеченских тайпов малхий и кей, на востоке с землями тайпа хилдехарой.

## Этимология
Этноним МIайста сложился из двух компонентов: МIа — в значении «верхний», йист — «край», то есть «Верхний край», «Высокогорный край».

## История
Майста — одно из средневековых чеченских обществ.
Майста в народных преданиях чеченцев упоминается как культурный и общественно-политический центр. Был крупным религиозным центром, для решения судебных тяжб сюда стекались горцы со всей округи. Здесь жили известные лекари, умеющие трепанировать черепа и прививать оспу, одни из лучших строителей жилых и боевых башен, уважаемые почитатели адатов и люди, к которым обращались за решением спорных вопросов не только из всей Чечни, но и из соседних регионов.
В Майсте насчитывается четыре древних башенных аула: Васар-кхел, Туга, Пуога и Цекхелли.
Австрийский этнограф Бруно Плечке в 1920-х годах во время экспедиций в Майсту, Мелхисту и Шатойскую котловину не только описал средневековые архитектурные памятники этих районов, но и обнаружил многочисленные петроглифы, отметив их преимущественное расположение на каменных арках входных проемов и реже на углах строений.
Вплоть до середины XX века в высокогорных районах Чечни (Майста, Мелхиста, окрестности озера Галанчож) средневековые жилые башни использовались как постоянное жилье. В XIX веке внутреннее пространство башен, жилой этаж которых составлял 80-100 кв. м., было перестроено и разделено на несколько помещений (комнату хозяина, кунацкую, женскую, основной зал) в соответствии с новыми религиозными и социальными традициями.